# جان باردسلی (بازیکن فوتبال)
جان باردسلی (انگلیسی: John Bardsley؛ زادهٔ مارس ۱۸۷۷) بازیکن فوتبال است.
از باشگاه‌هایی که در آن بازی کرده‌است می‌توان به باشگاه فوتبال اورتون اشاره کرد.